# Свердлов, Вениамин Михайлович
Вениами́н Миха́йлович Свердло́в (1886 — 16 апреля 1939) — советский государственный деятель, младший брат Якова Свердлова.

## Биография
Родился в Нижнем Новгороде. В юности принимал участие в деятельности кружков революционной молодёжи, был сослан в Нарым, бежал за границу. До Октябрьской революции жил в США, где безуспешно пытался руководить банком, разорился и был вынужден жить в бедности.
После революции вернулся в РСФСР. С 1918 года — комиссар эксплуатационного управления Наркомата путей сообщения. В 1919—1920 годах — заместитель наркома путей сообщения и председатель Высшего совета по перевозкам. В 1921 — председатель Главного Комитета Государственных сооружений (Главкомгосоор), с 1926 — член Президиума ВСНХ, заведующий научно-техническим отделом ВСНХ, ответственный секретарь Всесоюзной ассоциации работников науки и техники. С 1936 директор Дорожного научно-исследовательского института.
В октябре 1938 арестован как «троцкистский террорист», 16 апреля 1939 года расстрелян.
Реабилитирован 28 марта 1956 года.